# Пясутно
Пясутно (пол. Piasutno, нім. Piassutten) — село в Польщі, у гміні Свентайно Щиценського повіту Вармінсько-Мазурського воєводства.
Населення — 407 осіб (2011).

## Демографія
Демографічна структура станом на 31 березня 2011 року:
|          | Загалом | Допрацездатний вік | Працездатний вік | Постпрацездатний вік |
| -------- | ------- | ------------------ | ---------------- | -------------------- |
| Чоловіки | 207     | 43                 | 140              | 24                   |
| Жінки    | 200     | 45                 | 113              | 42                   |
| Разом    | 407     | 88                 | 253              | 66                   |